# Винченцо Италияно
Винченцо Италияно (на италиански: Vincenzo Italiano) е бивш италиански футболист, полузащитник и настоящ треньор.

## Кариера
Италияно играе за Дженоа (в по-голямата част от кариерата си) и Верона първо в Серия А и по-късно в Серия Б.
Той е многофункционален халф, известен с финтовете и пасовете си.
Дебютира в Серия А с Верона, след което играе предимно в Серия Б, като отново играе в Серия А, макар и за кратко, с Киево на 14 януари 2007 г. срещу Калчо Катания.